# John Norquay
« Norquay » redirige ici.  Pour l'ancienne circonscription fédérale du Manitoba, voir Norquay.
John Norquay (né le 8 mai 1841 et décédé le 5 juillet 1889) est une personnalité politique canadienne. 
Il est premier ministre du Manitoba de 1878 à 1887. Il est né près de St. Andrews, dans ce qui était à l'époque la colonie de la rivière Rouge, faisant de lui le premier premier ministre du Manitoba natif de la région.